# 平馬淳
平馬 淳（へいま じゅん、1975年7月4日 - ）は、日本の元社会人野球選手（内野手）。

## 人物
横浜市瀬谷区にある少年野球レッドホープスにて野球を始め、中学時代は瀬谷シニアに所属。その後、横浜高校へ進学。高校時代には1年生時からレギュラーとして活躍。2、3年生時ではセンバツに出場するも初戦敗退。3年時は主将を務めた。夏は3年間全て県大会決勝で敗退し、夏の選手権出場はなし。高校時代の同級生には国際武道大学を経て中日ドラゴンズに入団した高橋光信などがいる。
進学した法政大学の野球部では下級生時代からクリーンアップを任されるなど主力選手として活躍した。同期に真木将樹がいる。
大学卒業後の1998年に安田真範らと東芝府中に入社するも、翌1999年に東芝府中が解散したのに伴い東芝野球部へ転籍。移籍後も広角に打ち分けるシュアなバッティングと手堅い守備でショートのレギュラーを獲得。たちまち日本代表候補となる。
平馬の名を一躍有名にしたのは、1999年のシドニーオリンピック野球競技の出場権を懸けて韓国・ソウルで行われた第20回アジア野球選手権大会である。この大会では史上初めて日本代表にプロ野球選手8人が参加したことで注目を集めた。対チャイニーズ・タイペイ戦は投手戦となったが、9回裏、チャンスで代打出場した平馬は曹錦輝（元・ロサンゼルス・ドジャース）の投球をレフト前に打ち返し、これがサヨナラヒットとなりシドニー行きに大きく前進した（5歳下で同じく横浜高校出身松坂大輔が1失点完投勝利）。なお、翌日のスポーツ紙には「平馬」の大文字が踊ったが、ドラフト候補以外でアマチュア選手がスポーツ紙の一面を飾ることは極めて珍しいことである。
その後プロから誘いがかかることはなかったが、前出の安田ともども東芝の看板選手として活躍した。また、2004年から2006年までの3シーズン、主将としてチームを牽引。2007年シーズンからは主将の座を降りたが、同年の第78回都市対抗野球大会では攻撃の起点として豪打ラインアップを支え、チームの8年ぶり優勝に貢献し首位打者賞を獲得。翌2008年は本大会出場こそ逃したものの、新日本石油ENEOSに補強選手として招聘され、優勝に貢献する活躍をみせた。
2009年をもって引退。その後2年間社業に就き、2012年からコーチとして現場に復帰した。2018年からは監督を務め、2023年シーズンまで指揮を執った。

## 日本代表キャリア
- 1999年第1次四カ国対抗国際大会
- 1999年第2次四カ国対抗国際大会
- 1999年アジア野球選手権大会（上記）
- 1999年IBAFインターコンチネンタルカップ
- 2000年四カ国対抗国際大会
- 2000年日本・キューバ五輪壮行試合
- 2000年シドニーオリンピック

## 主な表彰・タイトル
- 社会人ベストナイン 2回（1999年・遊撃手、2007年・三塁手）